# Refrakcja (translatoryka)
Refrakcja (ang. refraction lub rewriting) – według André Lefevere każde tłumaczenie tekstu jest jego zmianą, nazywaną także refrakcją tekstu.Termin refrakcja został zaczerpnięty z fizyki i jest to metafora przemiany tekstu, która zawsze niesie ze sobą pewną zmianę ideologiczną (zob. refrakcja). Później Lefevre skłaniał się ku terminowi rewriting.

## Teoria
Teoria refrakcji sformułowana przez André Lefevere’a klasyfikuje tłumaczenie jako działalność dyskursywną, która osadzona jest w systemie konwencji literackich oraz sieci instytucji i czynników społecznych warunkujących produkcję tekstu. Według Lefevere’a tłumaczenie to refrakcja oryginalnego tekstu, a każda taka czynność, niezależnie od zamierzeń jej autora, nieuchronnie odzwierciedla konkretną ideologię i tym samym manipuluje literaturą tak, aby ta funkcjonowała w określony sposób. Jednakże refrakcja, jako wyraz manipulacji, może mieć zarówno pozytywne, jak i negatywne rezultaty. Jednym z pozytywnych aspektów teorii refrakcji jest jej wpływ na ewolucję literatury i społeczeństwa, a także wytworzenie się nowych gatunków i koncepcji literackich. Z drugiej strony refrakcja może być również przyczyną stłumienia lub zafałszowania innowacyjności. Jeżeli tłumaczenie jest więc najbardziej popularnym przykładem refrakcji, jest ono w takim razie niezwykle wpływowym i silnym narzędziem. Dzieje się tak między innymi dlatego, ze większość czytelników nie jest profesjonalistami w dziedzinie literatury i ich kontakt z dziełami literackimi opiera się przede wszystkim na tłumaczeniach, głównie z powodu nieznajomości języka oryginału. Jednak Lefevere twierdzi, że przekład to tylko jedna z form prowadzących do stronniczego prezentowania rzeczywistości; do innych należy również redagowanie, recenzowanie oraz tworzenie antologii. Ponadto refrakcja w znacznym stopniu przyczynia się do wykreowania wizerunku pisarza, jego dzieła lub nawet gatunku literackiego. Wizerunki takie zazwyczaj współistnieją równolegle do rzeczywistych koncepcji, jednak to one właśnie trafiają do większej liczby odbiorców. Nie jest to zaskakujące, zważywszy, iż refrakcja powstaje pod wpływem lub nawet naciskiem konkretnej ideologii, która ma duży wpływ na społeczeństwo.

## Czynniki refrakcji
Refrakcja podlega „wewnątrzsystemowym” ograniczeniom, do których należy język, uniwersum dyskursu oraz poetyka; pozostaje ona także pod wpływem sił regulujących, czyli środowiska zawodowego pochodzącego z wewnątrz systemu literackiego i patronatu działającego poza systemem. Oba typy ograniczeń są w teorii Lefevere’a czynnikami kontrolującymi.

### Ograniczenia „wewnątrzsystemowe”
- język: w kontekście języka Lefevere omawia nie tylko różnice pomiędzy językiem wyjściowym i docelowym, lecz także językowe zmiany, które powstają pod naciskiem dominujących zasad estetyki oraz ideologii właściwym konkretnym czasom; istotna jest tu zarówno formalna strona języka (gramatyka), jak i strona pragmatyczna, czyli sposób w jaki język odzwierciedla kulturę[2].

- uniwersum dyskursu (ang. the universe of discourse): idea uniwersum dyskursu odnosi się według Lefevere’a do „wiedzy i procesu uczenia się, a także do obiektów i zwyczajów występujących w konkretnych czasach, do których pisarze mogą w swojej pracy nawiązywać”[3]. Odnosząc się do literatury, Lefevere postuluje, że tekst, który jest integralną częścią kultury z której pochodzi, może nigdy nie mieć podobnego statusu w innych kulturach. Niemniej udowodnione jest także, że kultury słabo rozwinięte z łatwością przyjmą tłumaczenie utworu (lub inną formę refrakcji) pochodzącego z kultury, którą uważają za lepiej rozwiniętą od siebie. Ponadto, jeżeli oryginał i jego autor są w kulturze docelowej odbierani pozytywnie, to jego tłumaczenie będzie prawdopodobnie bardzo dosłowne. Natomiast jeżeli oryginał nie cieszy się w kulturze docelowej tak dobrym statusem, to jego tłumaczenie może znacznie odbiegać od formy oryginalnej.

- poetyka: poetyka odnosi się do zasad estetycznych, które kształtują system literacki w konkretnych czasach. Na poetykę składa się komponent repertuarowy (gatunki, rodzaje i narzędzia literackie, motywy, symbole, prototypowi bohaterowie lub sytuacje) oraz komponent funkcjonalny, który dotyczy sposobu w jaki literatura powinna lub może funkcjonować w społeczeństwie. Oba komponenty podatne są na wpływ procesu, który powoduje, że poszczególne trendy literackie stają się mniej lub bardziej popularne. Lefevere twierdzi także, że poprzez wprowadzanie nowych narzędzi do komponentu repertuarowego, refrakcja, a zwłaszcza tłumaczenie, w dużym stopniu wpływa na wzajemne przenikanie się systemów literackich.

Siły regulujące:
- środowisko zawodowe (ang. the professionals): osoby (krytycy, tłumacze itp.), które opracowują kryteria estetyczne i kontrolują system literacki; system literacki poddany ścisłym regułom może nawet wyznaczyć poszczególne osoby lub stworzyć instytucje w celu ustabilizowania systemu pod względem estetycznym.

- patronat: instytucje regulacyjne (osoby lub instytucje), które forsują lub opóźniają proces pisania albo refrakcji literatury; może być on sprawowany przez osoby, grupy ludzi, stowarzyszenia religijne, partie polityczne, dwory królewskie, klasy społeczne, wydawców oraz media; patronat obejmuje trzy elementy:

- - element ideologiczny – światopogląd zgodnie z którym ludzie podejmują decyzje. Wpływ ideologii na proces tłumaczenia uwidacznia się w pomięciach, zmianach oraz wszelkiego rodzaju dopiskach; co więcej, ideologia i poetyka kształtują strategię tłumacza stosowaną przy rozwiązywaniu problemów związanych z uniwersum dyskursu oraz językowym aspektem oryginału. Według Lefevere’a, „wierność” w tłumaczeniu to tylko jedna ze strategii tłumaczeniowych, która może powstać pod wpływem połączenia konkretnej ideologii i konkretnej poetyki. „Wierne tłumaczenia” inspirowane są ideologią konserwatywną, lecz Lefevere twierdzi, że idea strategii wierności jako jedynej dopuszczalnej strategii nie jest możliwa[4].

- - element ekonomiczny – element, który dotyczy ekonomicznego przetrwania tłumacza; zadaniem patrona jest zadbanie, aby osoby zajmujące się pisaniem i refrakcją mogły utrzymać się dzięki otrzymaniu wynagrodzenia, posady lub tantiemy ze sprzedaży książek.

- - element związany ze statusem – element odnoszący się do określonej pozycji, którą autor zdobywa w społeczeństwie i która pozwala mu na dołączenie do konkretnej grupy społecznej i przyjęcie jej stylu życia.

Patronat może być jednorodny i niejednorodny. W patronacie jednorodnym powyższe trzy składniki pochodzą od jednego źródła, czyli jednego patrona (np. w systemie totalitarnym); patronat niejednorodny typowy jest natomiast dla społeczeństw demokratycznych, w których szereg różnych patronów działa w tym samym czasie i przyjmuje rozbieżne pozycje ideologiczne.

## Krytyka
Tak jak zostało wspomniane powyżej, teoria refrakcji zakłada, że system literacki kontrolowany jest przez patronat i środowisko zawodowe, a więc jednostki oraz instytucje pochodzące z wewnątrz systemu oraz spoza niego mają funkcję kontrolną wobec poetyki, ideologii oraz refrakcji. Czynnikami kontrolującymi są również poetyka dominująca, język i uniwersum dyskursu. Jednak założenie, że różnego rodzaju instytucje pełnią rolę ograniczeń w taki sam sposób jak język lub uniwersum dyskursu nie jest zrozumiałe; różnica pomiędzy literackim lub systemowym produktem refrakcji a kontrolerami mającymi potencjalny wpływ na refrakcję jest bowiem zbyt ogólna. Ponadto, kwestia patronatu jest w modelu Lefevere’a zbyt sztywna, ponieważ jego trzyczęściowa struktura jest w rzeczywistości dużo bardziej elastyczna. Lefevere twierdzi co prawda, że wszystkie trzy elementy patronatu (ekonomiczny, statutowy i ideologiczny) mogą występować w kilku kombinacjach, jednak nie wyjaśnia to kwestii rozróżnienia tych elementów od siebie nawzajem lub od innych ograniczeń. Inna wada tego modelu dotyczy różnicy pomiędzy patronatem jednorodnym i niejednorodnym: badania nad systemami totalitarnymi wielokrotnie wykazały bowiem, że sprawowana w nich kontrola jest znacznie mniej ścisła niż sugeruje to Lefevere.

## Zastosowanie
Pomimo ograniczeń i nieścisłości model refrakcji jest niezwykle istotny ze względu na osadzenie procesu tłumaczeniowego w grupie działań, z którymi jest on nierozerwalnie związany. Bardzo ważne jest również zwrócenie uwagi badaczy na czynniki społeczne i instytucjonalne, które mają wpływ na cały proces refrakcji. Ponadto Lefevere podkreślił istotę współzależności poetyki, instytucji społecznych oraz ideologii i poparł ją licznymi przykładami pochodzącymi z różnych kultur.
Atrakcyjność modelu Lefevere’a opiera się przede wszystkim na rozpoznaniu kluczowych czynników, które negatywnie wpływają na tłumaczenie, nawet jeśli stanowią one spójny system. Okazuje się bowiem, że sposób w jaki czynniki te działają, a także propagowanie poprzez tłumaczenie m.in. interesów politycznych, nie ogranicza się wyłącznie do literatury.